# Cesare Mazzoni

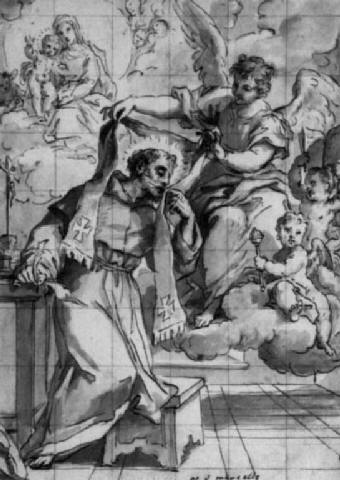
San Marcello riceve le stimmate.

Cesare Giuseppe Mazzoni, anche noto come Gioseffo Mazzoni, (Bologna, 15 aprile 1678 – Bologna, 8 febbraio 1763) è stato un pittore italiano, attivo nel periodo tardo barocco.

## Biografia
Era alto e nato con il labbro leporino. Suo padre è stato descritto da Crespi come un rigattiere o cenciaiolo, da altri come un venditore di mobili usati. Cesare studiò prima con Lorenzo Pasinelli e poi con Giovanni Gioseffo dal Sole . A Bologna ricevette l'incoraggiamento di Felice Torelli.
Lavorò presso il marchese Spada a Montiano, insieme a Gaetano Bertuzzi. Dipinse la pala d'altare maggiore raffigurante San Colombano, per l'Oratorio della Madonna di San Colombano a Bologna.
Si recò a Torino per tre anni, dove dipinse per il Conte Galeano de Barbaresco. Tornato a Bologna, dipinse per il senatore Calderini e il principe Ercolani. Divenne membro dell'Accademia Clementina di Belle Arti.
Lavorò a Vinegia, Faenza, nel Palazzo Leonida Spada a Ravenna, e a Roma. Lavorò anche come incisore: è autore dell'incisione che illustra la copertina della biografia di Lorenzo Pasinelli scritta da Giovanpietro Zanotti nel 1703, basata su un autoritratto perduto. La sua ultima opera fu un San Pietro in Vincoli per la chiesa di San Giovanni in Monte. Morì di ittero e fu sepolto nella chiesa di San Colombano a Bologna.